# 任涅
任涅，是匈牙利沃什州所辖的一个村，总面积5.02平方公里，总人口102，人口密度20.3人/平方公里（2010年1月1日）。